# Heinrich Maschke
Heinrich Maschke (24 octobre 1853 à Breslau – 1er mars 1908 à Chicago) est un mathématicien prussien. On lui doit entre autres le théorème de Maschke.

## Biographie
Le père de Maschke était un médecin réputé. Heinrich fréquenta de 1863 à 1872 le lycée Sainte-Marie-Madeleine de Breslau, puis fut étudiant à l'université de Heidelberg, mais en 1873 il dut retourner à Breslau, pour s'acquitter d'une année de service militaire. Il poursuivit ensuite ses études à Berlin. En 1878, il y passa l'examen d'instituteur. Mais il aspirait à une charge d'enseignant à l'université. Il se rendit ensuite à Göttingen, où il obtint en 1879 un doctorat de philosophie. En 1880, faisant son deuil de ses espoirs de poste à l'université, il devint professeur au collège du quartier de Luisenstadt à Berlin. En dépit de son impression d'avoir fait fausse route dans sa carrière, il excellait dans cet emploi. En 1886-87, il prit un congé et retourna à Göttingen. Chez Felix Klein, il reprit contact avec son camarade d'études berlinois Oskar Bolza, qui devint par la suite un ami très proche. En 1887, Maschke fit sa première publication scientifique. Puis il lui fallut retourner à Berlin pour accomplir sa tâche de professeur de mathématiques, mais en 1889, il se décida à abandonner définitivement cette activité. Son ami Bolza était parti entre-temps aux États-Unis et avait reçu une proposition de l'université Clark, dans le Worcester (Massachusetts).

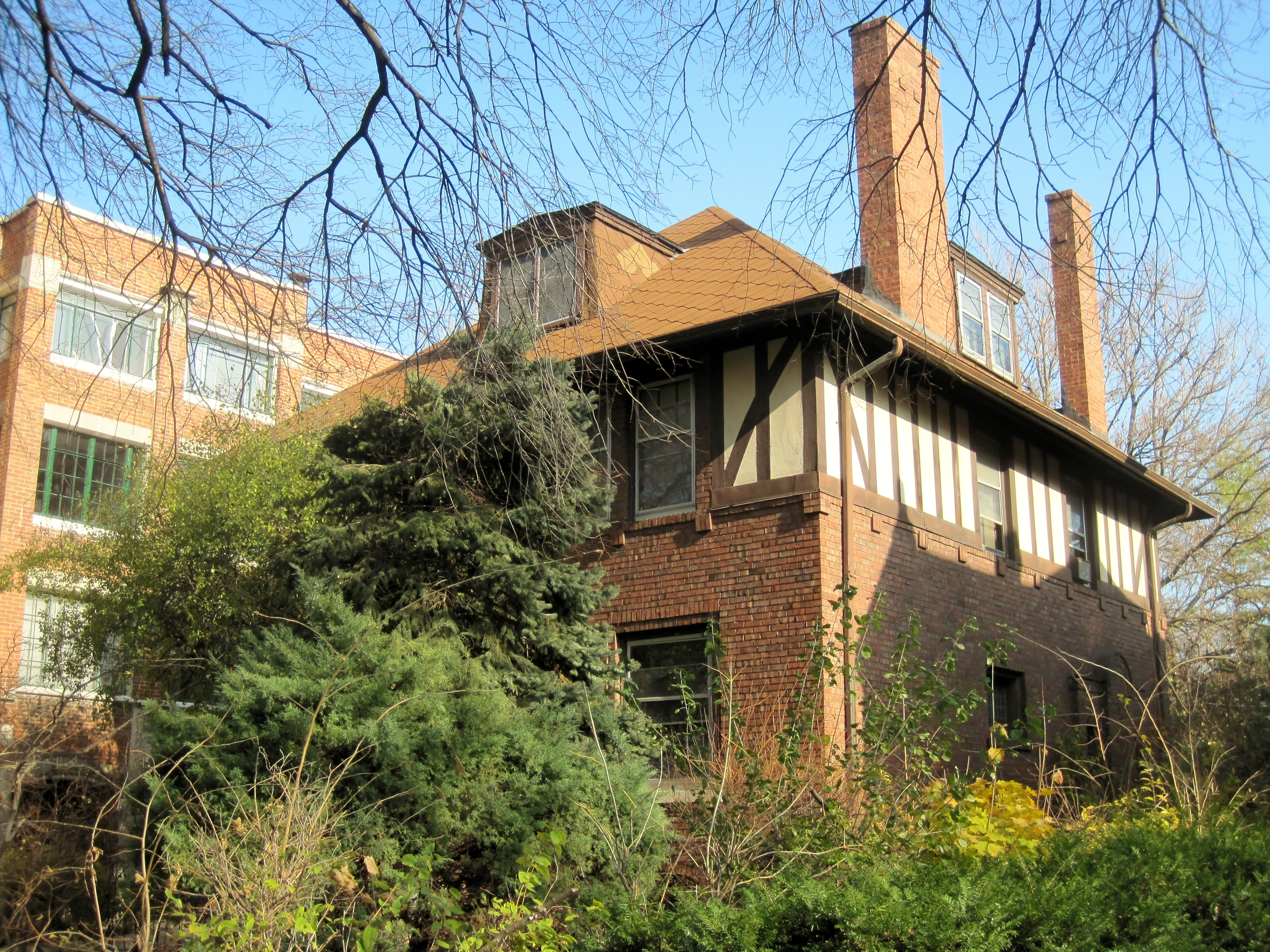
La maison de Maschke à Chicago (aussi appelée maison de Bolza), construite par l'architecte H. V. D. Shaw.

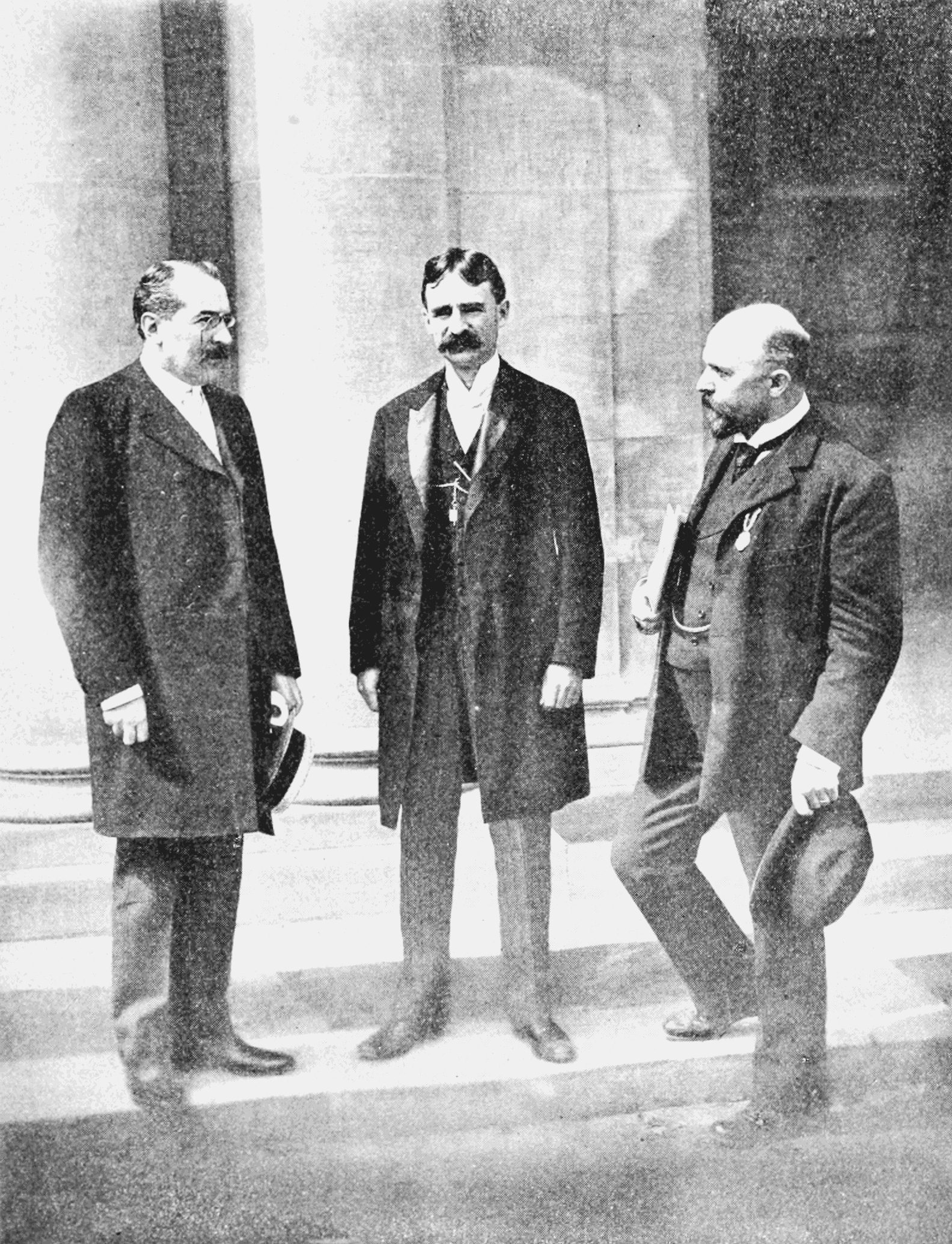
(De gauche à droite) Picard, Moore et Maschke au congrès mathématique de Saint-Louis de 1904

Maschke serait volontiers allé aussitôt lui aussi aux États-Unis mais, prévenu par Bolza qu'il n'était pas si facile de se faire une place à l'université, il étudia d'abord l'électrotechnique à Berlin puis à Darmstadt. En 1891,il émigra aux États-Unis et travailla d'abord un an dans une société pour instruments électriques dans l'État du New Jersey. En 1882 fut fondée l'université de Chicago. Bolza fit partie des premiers enseignants et fit en sorte que Maschke puisse aussi venir à Chicago. Avec le directeur du département de mathématiques Eliakim Hastings Moore, ils s'investirent intensément dans la création d'un centre d'études mathématiques orienté recherche. Maschke devint professeur associé en 1896 et full professor en 1907.
Il continua de correspondre avec Klein, resté à Göttingen. En 1898, il publia son travail sur les coefficients matriciels des représentations d'un groupe fini et en 1899, le théorème qui porte son nom, sur la décomposition d'une telle représentation en somme directe de représentations irréductibles.
Le second domaine de recherche de Maschke fut la géométrie différentielle. C'est à Moore mais aussi à lui que le département de mathématiques de l'université de Chicago dut son essor et progressa vers l'excellence. Maschke publia des contributions importantes entre autres dans les Transactions of the American Mathematical Society mais aussi, par l'intermédiaire de Klein, en Allemagne, aux Mathematische Annalen. Après avoir fait partie de 1902 à 1905 du conseil de l'American Mathematical Society, Maschke en fut vice-président en 1907. Moore reconnut la grande influence, sur son travail, de Klein (depuis Göttingen) via Bolza et Maschke. En 1904, il écrivait à Klein : « Certainly in the domain of mathematics German scholars in general and yourself in particular have played, by way of example and counsel and direct and indirect inspiration, quite a leading role in the development of creative mathematicians in this country… ».